# 830-ті до н. е.

## Події
Похід ассирійців на Урарту. Цар Сардурі І відстояв свою державу.

## Правителі
- фараони Єгипту Осоркон II, Шешонк III та Такелот II;
- цар Араму Газаїл;
- цар Ассирії Шульману-ашаред III;
- цар Вавилонії Мардук-закір-шумі I;
- царі Ізраїлю Єгу;
- царі Юдеї Аталія та Йоас;
- цар Тіру Маттан І;
- царі Урарту Лутіпрі та Сардурі I;
- ван Чжоу Лі-ван.